# 47494 Gerhardangl
47494 Gerhardangl è un asteroide della fascia principale. Scoperto nel 2000, presenta un'orbita caratterizzata da un semiasse maggiore pari a 2,5857495 au e da un'eccentricità di 0,1451991, inclinata di 1,38883° rispetto all'eclittica.
L'asteroide è dedicato all'astrofilo svizzero Gerhard Dangl.